# Inside Ted : Dans la tête du serial killer
Pour plus de détails, voir Fiche technique et Distribution.
Inside Ted : Dans la tête du serial killer (No Man of God) est un film américain réalisé par Amber Sealey et sorti en 2021.

## Synopsis
1985. Plusieurs agents spéciaux du FBI du Behavioral Analysis Unit interrogent des tueurs en série pour une grande étude de leur profil psychiatrique. Nouveau venu dans le service, Bill Hagmaier se rend à la prison d'État de Floride pour y rencontrer Ted Bundy. Confronté à l'esprit sombre de cet homme condamné à mort pour les meurtres de près de 30 jeunes femmes, Bill va passer par diverses émotions et une relation très particulière va s'installer.

## Fiche technique
Sauf indication contraire, les informations mentionnées dans cette section peuvent être confirmées par la base de données cinématographiques IMDb,  présente dans la section « Liens externes ».
- Titre original : No Man of God
- Titre français : Inside Ted : Dans la tête du serial killer
- Réalisation : Amber Sealey
- Scénario : C. Robert Cargill (crédité Kit Lesser au générique)
- Musique : Clarice Jensen
- Décors : Michael Fitzgerald
- Costumes : Emily Batson
- Photographie : Karina Silva
- Montage : Patrick Nelson Barnes
- Production : Kim Sherman, Lisa Whalen et Elijah Wood

Producteurs délégués : Allison Baver, Bill Hagmaier, Stacy Jorgensen, Elisa Lleras, Lauren Magura, Mark Ward et Luke Watson
- Sociétés de production : SpectreVision, XYZ Films et Company X
- Sociétés de distribution : Kinovista (France, DVD), RLJE Films (États-Unis)
- Budget : n/a
- Pays de production :  États-Unis
- Langue originale : anglais
- Format : couleur
- Genre : drame biographique, thriller, crime
- Durée : 100 minutes
- Dates de sortie[1] :
  - États-Unis : 11 juin 2021 (festival de Tribeca)
  - États-Unis : 27 août 2021 (vidéo à la demande)
  - France : 30 janvier 2023 (vidéo à la demande)
  - France : 16 février 2023 (DVD[2])
- Classification :
  - France : Interdit aux moins de 12 ans lors de sa sortie en DVD et en vidéo à la demande.

## Distribution
- Elijah Wood : Bill Hagmaier
- Luke Kirby : Ted Bundy
- Aleksa Palladino : Carolyn Lieberman
- Robert Patrick : Roger Depue
- W. Earl Brown : Warden Wilkenson
- Gilbert Owuor : Paul Decker
- Christian Clemenson : Dr James Dobson

## Production
L'idée du film est imaginée par C. Robert Cargill (en), auteur-scénariste et podcasteur, qui a voulu présenter Ted Bundy différemment des autres œuvres qui lui sont consacrées : « Il y a eu beaucoup de films et de nombreux médias sur Ted Bundy, et l'une des choses qui m'a beaucoup dérangé, c'est qu'il s'agit en quelque sorte de vendre le mythe de Ted Bundy et de le glorifier en quelque sorte. Et plus vous creusez dans l'histoire, plus vous réalisez qu'il n'y a rien à mystifier ici, qu'il n'y a rien d'étonnant chez lui. »